# Mick Jones (cầu thủ bóng đá, sinh năm 1942)
Michael Alan Jones (sinh ngày 4 tháng 12 năm 1942) là một cựu cầu thủ bóng đá chuyên nghiệp người Anh thi đấu ở Football League cho Mansfield Town.